# Cantonul Anglès
Cantonul Anglès este un canton din arondismentul Castres, departamentul Tarn, regiunea Midi-Pyrénées, Franța.

## Comune
| Comune       | Populație (1999) | Cod poștal | Cod INSEE |
| ------------ | ---------------- | ---------- | --------- |
| Anglès       | 521              | 81260      | 81014     |
| Lamontélarié | 67               | 81260      | 81134     |
| Lasfaillades | 78               | 81260      | 81137     |